# 阿尔巴尼亚共产党 (1991年)
阿尔巴尼亚共产党（阿尔巴尼亚语：Partia Komuniste e Shqiperise，缩写为PKSH）是阿尔巴尼亚的一个霍查主义政党。该党于1991年成立，是在阿尔巴尼亚劳动党更名为阿尔巴尼亚社会党以后，由一部分原劳动党党员组成的政党。原阿尔巴尼亚劳动党第一书记恩维尔·霍查的妻子涅奇米叶·霍查是该党党员。
1998年，阿尔巴尼亚共产党在阿中央选举委员会正式注册。
2002年，一部分党员离开该党，另外成立阿尔巴尼亚劳动党。
在2005年阿尔巴尼亚议会选举中，阿尔巴尼亚共产党获得了8901张选票，占总选票的0.7%。
2006年，包括阿尔巴尼亚劳动党在内的一些共产主义小党并入阿尔巴尼亚共产党，并选举希斯尼·米洛什为该党领导人。
在2013年阿尔巴尼亚议会选举中，阿尔巴尼亚共产党获得899张选票，占总选票的0.05%，未取得任何席位。
在2017年议会选举中，阿爾巴尼亞共產黨獲得1029張選票，佔总選票的0.07%，未取得任何席位。